# Райдуга семи надій
«Райдуга семи надій» — радянський художній фільм 1981 року, знятий режисером Хабібом Файзієвим на кіностудії «Узбекфільм».

## Сюжет
Про те, як принц Бахтіяр закохався в дочку знаменитого гончаря, чудову килимницю Гульшан.

## У ролях
- С. Ібрагімова — Гульшан, килимниця, дочка Набі
- Покір Кабулов — принц Бахтіяр
- Рустам Сагдуллаєв — Ельдор, гончар
- Шухрат Іргашев — Набі, гончар, батько Гюльшан
- Бахтійор Іхтіяров — Алі
- Мурад Раджабов — Валі
- Хамза Умаров — Караташ
- Сайрам Ісаєва — Парізат
- Санат Діванов — Бургут
- Джавлон Хамраєв — Саїб
- Тургун Азізов — Карім
- Максуд Атабаєв — роль другого плану
- С. Камалов — роль другого плану
- А. Беганчієв — роль другого плану
- Р. Худояров — роль другого плану
- Бахтіяр Касимов — роль другого плану
- Назрулла Саїбов — стражник
- Вахаб Абдуллаєв — роль другого плану
- Учкун Рахманов — глашатай
- А. Мухамедов — роль другого плану

## Знімальна група
- Режисер — Хабіб Файзієв
- Сценарист — Ахмедхан Абу-Бакар
- Оператор — Олександр Панн
- Композитор — Руміль Вільданов
- Художник — Едуард Аванесов